# Ogród botaniczny w Macourii
Ogród botaniczny w Macourii (fr. Jardin botanique de Guyane, dosłownie: „Gujański Ogród Botaniczny”) – ogród botaniczny znajdujący się w miejscowości Macouria na terenie Gujany Francuskiej.

## Historia i kolekcja
Ogród otwarty w 2010 przez Corinne i Aurélien Sambin. Ma trzy hektary powierzchni i prezentuje florę charakterystyczną dla Gujany (około 4000 gatunków). W ekspozycji ogrodu znajdują się m.in. storczykowate (status narodowej kolekcji – ponad 250 gatunków), drzewa owocowe, helikoniowate, bromeliowate oraz rośliny mięsożerne. Atrakcją dla zwiedzających jest Dom Wanilii. Do cennych roślin zgromadzonych w ogrodzie należy m.in. Hibiscus coccineus zwany gwiazdą teksańską. Brocchinia micrantha ma około pięć metrów wysokości i może osiągnąć do ośmiu metrów dzięki wybujałemu kwiatostanowi.
W ogrodzie żyją swobodnie różne gatunki ptaków, motyli, legwanów (np. Gloxinia sylvatica) i małp.

## Działalność naukowa
Ogród jest członkiem Membre des Jardins Botaniques de France et des pays francophones i wydaje „Richardiana”, które jest recenzowanym czasopismem publikującym artykuły naukowe napisane w języku francuskim lub angielskim, poświęcone botanice, taksonomii, florystyce i ochronie przyrody.